# Paweł Gładyś
Paweł Gładyś (ur. 29 września 1977) – polski aktor związany z Teatrem Dramatycznym im. Jerzego Szaniawskiego w Płocku, współtwórca Teatru PER SE.
Paweł Gładyś ma na swoim koncie role w następujących sztukach: Dracula, Ptak, Kordian, Makbet, Skąpiec, Życie do natychmiastowego użytku, Sztuka. Grał żabę, ptaka i srebrnego księcia w Calineczce, Walpurga w Wariacie i zakonnicy Witkacego, poetę w W małym dworku Witkacego, Ludka w Rycerzach Arystofanesa, św. Franciszka oraz Studenta w "Ptaku" J. Szaniawskiego, za którą został nagrodzony Srebrną Maską.
Interesuje się fotografią; spektaklowi "Życie do natychmiastowego użytku" towarzyszyła wystawa jego prac zainspirowanych przygotowaniami do tej sztuki. Aktor jest również opiekunem szkolnego koła teatralnego działającego w Gimnazjum nr 8 w Płocku. Pod jego kierunkiem młodzi aktorzy wystawili m.in. w czerwcu 2006 sztukę Romeo i Julia.